# Schienenfahrzeughalter
Der Schienenfahrzeughalter, auch Fahrzeughalter oder nur Halter genannt, ist eine natürliche oder juristische Person, die als Eigentümer oder Verfügungsberechtigter ein Schienenfahrzeug nutzt. In Europa, in Nordamerika und einigen Ländern Asiens und Nordafrikas wird der Schienenfahrzeughalter außen am Fahrzeug durch eine Fahrzeughalterkennzeichnung kenntlich gemacht. In Europa wird der Schienenfahrzeughalter außerdem im Nationalen Einstellregister (NVR) eingetragen.